# Gabrielle Scharnitzky
Gabrielle Scharnitzky (8 septembre 1956 à Amberg, Allemagne) est une actrice allemande.
Dotée d'une grande expérience de la scène (à Berlin et à New York), elle forme, depuis l'an 2000, de jeunes talents dans son école, l'« Actors Lodge ».
En outre, Gabrielle Scharnitzky a joué dans de nombreux films et productions télévisées, tant en Allemagne qu'à l'étranger. Elle s'est notamment fait connaître en France grâce au rôle de Sophie von Brahmberg dans la série Le Destin de Lisa. Les téléspectateurs ont également pu la voir dans les séries Wolff, police criminelle, Un cas pour deux, Le Renard.

## Filmographie

### Cinéma
| Année | Film                              | Réalisateur         | Rôle                    | Observations                   |
| ----- | --------------------------------- | ------------------- | ----------------------- | ------------------------------ |
| 1985  | Target                            | Arthur Penn         | Check-In Agent          | Non crédité                    |
| 1994  | Mesmer                            | Roger Spottiswoode  | Grand Lady in Paris     |                                |
| 1997  | Rosenkavalier                     | Leon Boden          | Gertrud                 |                                |
| 1999  | Une vie volée                     | James Mangold       | Schwester Gretta (voix) | Voix allemande d'Alison Claire |
| 2004  | Meine Frau, meine Freunde und ich | Detlef Bothe        | Corinna                 |                                |
| 2006  | Anime veloci                      | Pasquale Marrazzo   | Suzanne                 |                                |
| 2006  | Schöner Leben                     | Markus Herling      | Rolle Katzenfrau        |                                |
| 2006  | La Nativité                       | Catherine Hardwicke | La liseuse de paume     |                                |
| 2007  | Neben der Spur                    | Detlef Bothe        | Susan                   |                                |
| 2008  | L'artista                         | Simone Mariani      | Ricca Signora           | Court métrage                  |
| 2011  | Sherlock Holmes : Jeu d'ombres    | Guy Ritchie         | Frau von Hoffmannstahl  |                                |